# Světový pohár v judu 2013
Světový pohár v judu tvořila v roce 2013 série turnajů Grand Slam/Grand Prix, otevřené kontinentální turnaje a finále světového poháru neboli turnaj mistrů, na kterém startují nejlepší judisté dané sezóny podle nasbíraných bodů.

## Vítězové v roce 2013

### Turnaj mistrů
| turnaj | měsíc  | rod  | superlehká váha | pololehká váha | lehká váha  | polostřední váha | střední váha  | polotěžká váha | těžká váha    |
| ------ | ------ | ---- | --------------- | -------------- | ----------- | ---------------- | ------------- | -------------- | ------------- |
| Ťumeň  | Květen | muži | N. Takató       | S. Lim         | S. Ňam-Očir | I. Nifontov      | I. Iliadis    | E. Mammadov    | A. Okruašvili |
| Ťumeň  | Květen | ženy | H. Endóová      | M. Kelmendiová | D. Sumijá   | K. Abeová        | K. Pollingová | M. Aguiarová   | Jü Sung       |

### Světová Tour
Série prestižním judistických turnajů Grand Slam (GS) a Grand Prix (GP), které organizuje Mezinárodní judistická federace.

#### Muži
| turnaj | turnaj     | měsíc    | superlehká váha | pololehká váha   | lehká váha     | polostřední váha  | střední váha     | polotěžká váha | těžká váha      |
| ------ | ---------- | -------- | --------------- | ---------------- | -------------- | ----------------- | ---------------- | -------------- | --------------- |
| GS     | Paříž      | Únor     | N. Takató       | D. Larose        | Ch. Cagánbátar | Y. Imamov         | V. Lipartelijani | L. Krpálek     | T. Riner        |
| GP     | Düsseldorf | Únor     | G. Boldbátar    | M. Ebinuma       | P. Duprat      | A. Črikišvili     | V. Lipartelijani | C. Maret       | M. Momose       |
| GP     | Samsun     | Březen   | D. Amartüvšin   | G. Zantaraija    | M. Moguškov    | L. Pietri         | K. Děnisov       | A. Bisultanov  | M. Nadžmutdinov |
| GS     | Baku       | Květen   | D. Amartüvšin   | D. Tömörchüleg   | R. Orudžov     | L. Ciklauri       | Š. Gahramanov    | E. Mammadov    | W. Santos       |
| GP     | Miami      | Červen   | G. Cherlen      | A. Abduldžalilov | D. Van Tichelt | T. Reed           | A. González      | Z. Machmadov   | Kim Su-wan      |
| GP     | Ulánbátar  | Červenec | G. Boldbátar    | S. Mijáragčá     | S. Ňam-Očir    | S. Toma           | A. Grigorjev     | M. Horák       | Kim Su-wan      |
| GS     | Moskva     | Červenec | A. Papinašvili  | C. Chibana       | D. Van Tichelt | S. Maresch        | G. Suljomin      | Dž. Mahdžúb    | R. Zimmermann   |
| GP     | Rijeka     | Září     | B. Mudranov     | D. Lavrentěv     | Pang Kwi-man   | S. Krizsán        | D. Wenzinger     | K.-R. Frey     | M. Radulović    |
| GP     | Almaty     | Září     | J. Smetov       | J. Džumakanov    | A. Pombo       | Cha. Chalmurzajev | I. Bozbajev      | M. Rakov       | A. Vachovjak    |
| GP     | Taškent    | Říjen    | Sh. Lutfullayev | M. Farmonov      | M. Sharipov    | T. Stevens        | Sh. Jo‘rayev     | S. Qurbonov    | A. Breitbarth   |
| GP     | Čching-tao | Listopad | Čchö In-hjok    | A. Gadanov       | I. Wandtke     | S. Toma           | M. Gasijev       | K.-R. Frey     | Čang Lej        |
| GP     | Abú Dhabí  | Listopad | B. Mudranov     | M. Puljajev      | V. Skvorcov    | S. Toma           | W. Facente       | D. Peters      | A. Kambijev     |
| GS     | Kano Cup   | Prosinec | N. Takató       | T. Takadžó       | R. Nakaja      | T. Nagaase        | M. Beiká         | L. Krpálek     | Kim Song-min    |
| GP     | Čedžu      | Prosinec | Kim Won-čin     | J. Rokugó        | S. Drebot      | Kim Če-pom        | Kwak Tong-han    | N. Tüvšinbajar | Kim Song-min    |

#### Ženy
| turnaj | turnaj     | měsíc    | superlehká váha | pololehká váha | lehká váha      | polostřední váha     | střední váha         | polotěžká váha  | těžká váha     |
| ------ | ---------- | -------- | --------------- | -------------- | --------------- | -------------------- | -------------------- | --------------- | -------------- |
| GS     | Paříž      | Únor     | H. Asamiová     | J. Hašimotová  | A. Paviaová     | C. Agbegnenouová     | K. Pollingová        | L. Louetteová   | M. Tačimotová  |
| GP     | Düsseldorf | Únor     | R. Okamotová    | M. Kelmendiová | A. Paviaová     | C. Agbegnenouová     | K. Pollingová        | G. Gibbonsová   | S. Althemanová |
| GP     | Samsun     | Březen   | C. Van Snicková | M. Kelmendiová | S. Filzmoserová | G. Émaneová          | S. Conwayová         | L. Malzahnová   | B. Z. Kayaová  |
| GS     | Baku       | Květen   | E. Şahinová     | J. Sundbergová | M. Roperová     | J. Džerbiová         | K. Zupancicová       | A. Joóová       | S. Althemanová |
| GP     | Miami      | Červen   | É. Csernoviczká | Y. Bermoyová   | M. Malloyová    | C. Agbegnenouová     | I. Marzoková         | A. Tcheuméová   | M. Tačimotová  |
| GP     | Ulánbátar  | Červenec | M. Uranceceg    | Pak Ta-sol     | D. Sumijá       | C. Cerennadmid       | Kim Song-jon         | B. Mönchtujá    | Kim Na-jong    |
| GS     | Moskva     | Červenec | S. Menezesová   | J. Sundbergová | M. Roperová     | J. Džerbiová         | B. Grafová           | A. Joóová       | S. Althemanová |
| GP     | Rijeka     | Září     | S. Gabrielliová | M. Krähová     | M. Roperová     | F. Pitmanová         | L. Vargasová Kochová | A. Velenšeková  | L. Polavderová |
| GP     | Almaty     | Září     | K. Rumjancevová | I. Heylenová   | K. Quadrosová   | M. Barrosová         | N. Merliová          | A. Dmitrijevová | G. Isanovová   |
| GP     | Taškent    | Říjen    | Š. Rišonyová    | I. Heylenová   | K. Quadrosová   | M. Barrosová         | B. Timová            | I. Maranićová   | G. Isanovová   |
| GP     | Čching-tao | Listopad | A. Kuzněcovová  | N. Kuzjutinová | C. Căprioriuová | M. Trajdosová        | Čchen Fej            | Čang Ťie        | Čchin Čchien   |
| GP     | Abú Dhabí  | Listopad | A. Buchardová   | J. Ryžovová    | M. Roperová     | K. Unterwurzacherová | K. Pollingová        | A. Tcheuméová   | F. Konitzová   |
| GS     | Kano Cup   | Prosinec | A. Kondóová     | J. Hašimotová  | N. Udakaová     | K. Abeová            | Č. Araiová           | M. Verkerková   | M. Tačimotová  |
| GP     | Čedžu      | Prosinec | E. Jamagišiová  | M. Bundmá      | C. Degučiová    | Čong Ta-un           | Hwang Je-sul         | Čong Kjong-mi   | Kim Un-kjong   |

### Otevřené kontinentální turnaje
Série judistických turnajů, které organizují jednotlivé kontinentální unie.

#### Muži
| turnaj | turnaj       | měsíc    | superlehká váha | pololehká váha   | lehká váha     | polostřední váha | střední váha   | polotěžká váha | těžká váha     |
| ------ | ------------ | -------- | --------------- | ---------------- | -------------- | ---------------- | -------------- | -------------- | -------------- |
| EO     | Tbilisi      | Leden    | Š. Kidó         | D. Šeršaň        | S. Muki        | T. Safgulijev    | Š. Magomedov   | O. Sason       | A. Okruašvili  |
| EO     | Budapešť     | Únor     | T. Šišime       | Čo Čun-ho        | J. Nišijama    | T. Kawakami      | Š. Šimowada    | J. Kumaširo    | Kim Song-min   |
| EO     | Varšava      | Únor     | J. Smetov       | G. Zantaraija    | N. Tatalašvili | L. Ciklauri      | M. Odenthal    | O. Sason       | S. Prokin      |
| PO     | Montevideo   | Březen   | A. McKenzie     | C. Chibana       | M. Seixas      | T. Stevens       | E. Santos      | B. Fletcher    | M. Clempner    |
| PO     | Buenos Aires | Březen   | A. Galsťan      | A. Gadanov       | P. Dawson      | F. Costa         | K. Magomedov   | L. Corrêa      | W. Santos      |
| EO     | Bukurešť     | Červen   | J. Gerčev       | T. Flikr         | D. Jarcev      | J. Bottieau      | M. Gasijev     | D. Pfeiffer    | R. Zimmermann  |
| EO     | Tallinn      | Červen   | M. Salminen     | C. Kops          | S. Muki        | N. van de Kamer  | C. Grossklaus  | A. Blošenko    | M. Paškevičius |
| PO     | San Salvador | Červen   | E. Takabatake   | C. Chibana       | D. Van Tichelt | E. Lucenti       | E. Santos      | R. Buzacarini  | B. Harmegnies  |
| AO     | Tchaj-pej    | Září     | Caj Ming-jen    | Ťien Ťia-chung   | Chuang Čun-ta  | Kim Han-jop      | Chea Sung-hoon | Song Youn-guk  | Čchö Song-won  |
| EO     | Minsk        | Říjen    | M. Sajenko      | A. Abduldžalilov | S. Muki        | S. Krizsán       | N. van 't End  | C. Delvert     | N. Metreveli   |
| EO     | Glasgow      | Říjen    | L. Paischer     | C. Oates         | M. Maddaloni   | A. Ungvári       | A. Sason       | E. Burton      | B. Harmegnies  |
| FO     | Port Louis   | Listopad | D. le Grange    | L. Keeble        | E. Nartey      | P. Kibikai       | Z. Piontek     | D. Dugasse     | G. Guillaume   |
| OO     | Apia         | Listopad | N. Kossor       | B. Bolen         | A. Margelidon  | K. Ferjan        | M. Anthony     | J. Koster      | Sa Rosser      |

#### Ženy
| turnaj | turnaj       | měsíc    | superlehká váha | pololehká váha  | lehká váha       | polostřední váha | střední váha        | polotěžká váha   | těžká váha       |
| ------ | ------------ | -------- | --------------- | --------------- | ---------------- | ---------------- | ------------------- | ---------------- | ---------------- |
| EO     | Sofie        | Leden    | R. Okamotová    | J. Hašimotová   | T. Monteirová    | M. Taširová      | K. Pollingová       | A. Tcheuméová    | S. Asahinaová    |
| EO     | Oberwart     | Únor     | Čong Po-kjong   | M. Uranceceg    | M. Išikawaová    | M. Tanakaová     | K. Zupancicová      | Čong Kjong-mi    | K. Jamabeová     |
| EO     | Praha        | Únor     | V. Moscattová   | G. Kohenová     | C. Huberová      | M. Di Cintiová   | M. Bernabéuová      | C. Robergeová    | E. Andéolová     |
| PO     | Montevideo   | Březen   | H. Endóová      | Liou Ťing       | S. Tremblayová   | M. Taširová      | Y. Alvearová        | S. Bleierová     | R. Nunesová      |
| PO     | Buenos Aires | Březen   | N. Brigidaová   | L. Kearneyová   | C. Ramsayová     | K. Camposová     | K. Harrisonová      | K. Pintová       | M. Mojicaová     |
| EO     | Madrid       | Červen   | J. Figueroaová  | G. Kohenová     | H. Receveauxová  | A.-L. Bellardová | M. Bernabéuová      | A. Galeoneová    | A. Mchitarjanová |
| EO     | Lisabon      | Červen   | T. Limaová      | M. Wolfslagová  | V. Beđetiová     | A. van Emdenová  | H. Wollertová       | I. Lemmenová     | F. Konitzová     |
| PO     | San Salvador | Červen   | N. Brigidaová   | R. Silvaová     | F. Gomesová      | F. Pitmanová     | M. Rojasová         | S. Bleierová     | S. Adlingtonová  |
| AO     | Tchaj-pej    | Září     | Siao Chuej-šan  | Čen Ťin-jing    | O. Pongčaljevová | Chuang Š'-chan   | Chung Š'-jing       | Sü Sin-mej       | T. Satdžadetová  |
| EO     | Minsk        | Říjen    | M. Čerňaková    | B. Enteová      | J. Franssenová   | A.-L. Bellardová | H. Wollertová       | G. Mentouopouová | M. Slucká        |
| EO     | Řím          | Říjen    | V. Moscattová   | R. Forcinitiová | C. Căprioriuová  | T. Trstenjaková  | M. Thoyerová        | A. Heiseová      | S. Adlingtonová  |
| FO     | Port Louis   | Listopad | T. Limaová      | L. Kearneyová   | Čou Jing         | A. Estherová     | Čchen Fej           | Ting Ju-pching   | Li Jang          |
| OO     | Apia         | Listopad | K. Renicksová   | E. Guicaová     | S. Tremblayová   | L. Akiyamaová    | A. Renaudová-Royová | —                | —                |